# Somersworth
Somersworth ist eine Stadt (city) in New Hampshire in den Vereinigten Staaten. Sie liegt im Strafford County an der Grenze zu Maine und entstand als Abspaltung von Dover. Im Jahr 2020 hatte Somersworth 11.855 Einwohner.

## Geographie
Somersworth liegt am rechten Ufer des Salmon Falls River, der hier die Grenze zum Nachbarstaat Maine bildet. Nach Concord, der westlich gelegenen Hauptstadt von New Hampshire sind es 55 Kilometer (Luftlinie), nach dem südlich gelegenen Dover, dem County Seat, sind es acht Kilometer. Das Gemeindegebiet grenzt im Nordosten an Maine, im Südosten an Rollinsford, im Südwesten an Dover und im Nordwesten an Rochester.

## Geschichte
Die ersten Siedler kamen um 1650 in das Gebiet des heutigen Somersworth, das damals noch zu Dover gehörte. 1729 wurde es zur unabhängigen Kirchengemeinde, noch unter dem Namen Summersworth, ehe 1753 Einwohner eine Petition bei Gouverneur Wentworth mit dem Ziel der auch politischen Unabhängigkeit von Dover einreichten. 1754 wurde Somersworth unter diesem Namen offiziell gegründet, zunächst als town. 1849 mit der Gründung von Rollinsford verlor Somersworth im Süden nahezu die Hälfte seines Territoriums, 1893 erfolgte die Umformung in eine city. In historischer Zeit gab es in Somersworth Getreide- und Sägemühlen sowie Baumwoll- und Wollwebereien. Im Jahre der ersten Volkszählung 1790 hatte Somersworth 943 offizielle Einwohner.

## Persönlichkeiten
- John Sullivan
- John Wentworth junior
- Edward H. Rollins
- Fred H. Brown